# Bout de Zan aime l'Italie
Bout de Zan aime l'Italie és una pel·lícula muda francesa escrita i dirigida per Louis Feuillade i estrenada el 22 de maig de 1915.
Aquesta pel·lícula forma part de la sèrie Bout de Zan.

## Repartiment
- René Poyen : Bout de Zan